# Kārlis Baumanis
Kārlis Baumanis, noto anche come Baumaņu Kārlis (11 maggio 1835 – Limbaži, 10 gennaio 1905), è stato un compositore lettone.
È l'autore del testo e della musica di Dievs, svētī Latviju ("Dio benedica la Lettonia"), l'inno nazionale della Lettonia.
Karlis Baumanis fu il primo compositore ad usare la parola "Lettonia" nel testo di una canzone, nel XIX secolo, quando ancora la Lettonia faceva parte dell'Impero russo. Fu anche il primo compositore lettone a comporre musica per organo.